# 대상청구
대상청구(代償請求)란 원고가 어떤 물건의 인도를 구하면서 그 물건의 인도이행불능 또는 인도집행불능에 대비하여 그 물건의 가액에 상당하는 금액을 청구하는 것을 말한다.

## 같이 보기
- 대상청구권